# Скадовськ
Скадо́вськ (раніше — Скадівське, Алі-Агок) — місто і морський порт на березі Джарилгацької затоки Чорного моря в Україні, адміністративний центр Скадовської міської громади та Скадовського району Херсонської області. Найближча залізнична станція — Каланчак (52 км). Скадовськ — кліматологічний курорт, щороку місто відвідує близько 50 000 осіб.

## Загальні відомості
Територія міста 6,5 км², під забудовою 5,5 км², зелені масиви 3,9 км², крім того, 4773,1 га земель сільськогосподарського призначення. У місті заасфальтовано 40 км доріг та більш як 100 км тротуарів і площ, загальна кількість вулиць та провулків понад 150. Відстань до обласного центру становить близько 97 км і проходить автошляхом Р57.

## Історія

### Заснування
Скадовськ засновано у 1894 році, коли поміщик Сергій Скадовський почав будівництво морського порту на березі Джарилгацької затоки.

У 1896 році В. Румель вказував, що Скадовський купив 5000 десятин землі у 1891 році, а Дніпровський повітовий довідник у 1895 році стверджував, що Скадовський придбав 4000 десятин землі в 1892 р. Та найкращим свідком моменту заснування міста має бути сам Сергій Скадовський. Ось уривок із його листа губернатору Таврійської губернії, датований приблизно листопадом 1895 року:
У квітні місяці 1893 року я придбав шляхом купівлі у Дворянина Григорія Львовича Овсянікова-Куликовського маєток Друге Приморське, розташоване в Дніпровському повіті на березі Чорного моря біля затоки, що зветься Джарилгацькою.
І далі:
Я збудував у моєму маєтку міст для причалу суден, i результат перевершив мої сподівання: з 1 вересня 1893 року…
Згідно з описом приватного володіння, 1893 р. Сергій Скадовський купив біля маєтку Красне 3700,33 десятини землі з сараями, по 185,705 руб за десятину, наступного 1894 р. Сергій Балтазарович купив у Антона Людвиговича Диминитру 3275 десятин землі по 120 руб за десятину. Почалася забудова «Нового Городка».
1893 року, як початок забудови міста, вказано в книзі В. Пташнікова «Скадовск — новий порт на северном побережье Черного моря» (С.-Петербург, 1900 рік). Про цю дату говориться i в книзі М. Лендера «Черное море и Кавказ» (С.-Петербург, 1904 р.). Саме 1893 р., як рік заснування Скадовська, згадується в історико-економічній довідці 1950 р., що була направлена в Президію Верховної Ради УРСР. Херсонська газета «Юг» у 1899 р. вказувала:
Початок утворення селища Скадовськ сягає недалекого часу, а саме: осені 1893 року. В. Румель вказував на виникнення Скадовська в 1894 р.
Вважається, що Скадовськ збудували на місці татарського селища Алі-Агок. Проте історик та краєзнавець Сергій Дяченко спростувує цей міф, зазначивши, що жодних документальних свідчень про існування села з такою назвою у XIX столітті немає. Найімовірніше, ця назва виникла через помилку в транскрипції назви острова Джарилгач, розташованого неподалік від Скадовська. У деяких джерелах острів називали "Алі-Агач", що і могло стати причиною виникнення міфу про татарське село.
Також він стверджує, що на місці сучасного Скадовська задовго до його офіційного заснування існували античне місто Каркінітіда та середньовічне поселення Тамірака.

### Перші визвольні змагання

#### 1917
У травні 1917 року в Скадовську була створена Рада робітничих і солдатських депутатів. Однак ця Рада реальної влади не мала. Депутати Ради представляли переважно партію соціалістів-революціонерів та РСДРП (об'єднану). Саме тому Скадовська рада відмовилася делегувати своїх представників на ІІ Всеросійський з'їзд Рад у жовтні 1917 року.

#### 1918
30 січня 1918 року Скадовський міський військово-революційний комітет на чолі з В. С. Бояджієвим узяв владу в місті. 14 лютого ревком передав владу обраному виконавчому комітетові Ради робітничих, селянських та солдатських депутатів. Рада першою справою почала ділити землю поміщика С. Скадовського та націоналізовувати каботажний флот з порту. У березні через Скадовський порт евакуйовувалися загони, що обороняли Херсон.
З повідомлень херсонських газет відомо, що 7 квітня 1918 року (25 березня за старим стилем) німецько-австрійські війська зайняли Олешки, а наступного дня Голу Пристань. Ймовірно до Скадовська вони добралися 9 квітня. Відомо, що в Скадовську розміщувався німецький гарнізон, у складі якого була кавалерійська частина та військовий загін Центральної Ради.
У квітні 1918 року волосна земська управа Красненської волості почала роздавати землю селянам. З приходом до влади гетьмана Павла Скоропадського до влади повернулися виборні думи та земства. Але у Скадовську таких органів раніше не було, тому владу отримав Виконавчий комітет «Спілки селян-хліборобів», як відомо, саме з'їзд селян-хліборобів проголосив П. Скоропадського гетьманом. У Скадовську обрали міського старосту. У Скадовську, Красному та Михайлівці розміщувалася державна (гетьманська) варта, тобто поліцейсько-міліцейський загін.
Після Антигетьманського повстання у грудні 1918 року німецький загін залишив місто. Містом продовжував керувати обраний староста та управа. Відомо, що в цей час Скадовськ перебував у сфері впливу партизанського загону П. І. Тарана, що розміщувався в Каланчаку і до якого входило багато мешканців села Карги. Сам П. І. Таран схилявся підтримувати спочатку Директорію В. Винниченка — С. Петлюри, пізніше радянську владу. І хоч до радянських підручників він увійшов саме як червоний партизан, радянська влада йому не забула його політичні помилки та надала можливість поміркувати над ними протягом 25 років у ГУЛАГу.
Серед невеликої кількості скадовчан у військах Армії УНР, у 1918—1919 роках, служив Сергій Григорович Прокопенко (1895 р. н.) за, що й був розстріляний більшовиками в 1938 р. У 1919 році служили в Українській галицькій армії скадовчани Антон Іванович Лемчик (1873 р. н.) та Йосип Павлович Гук (1900 р. н.). Першого, у 1937 році радянська влада засудила до розстрілу, другий відбувся десятьма роками таборів.

#### 1919

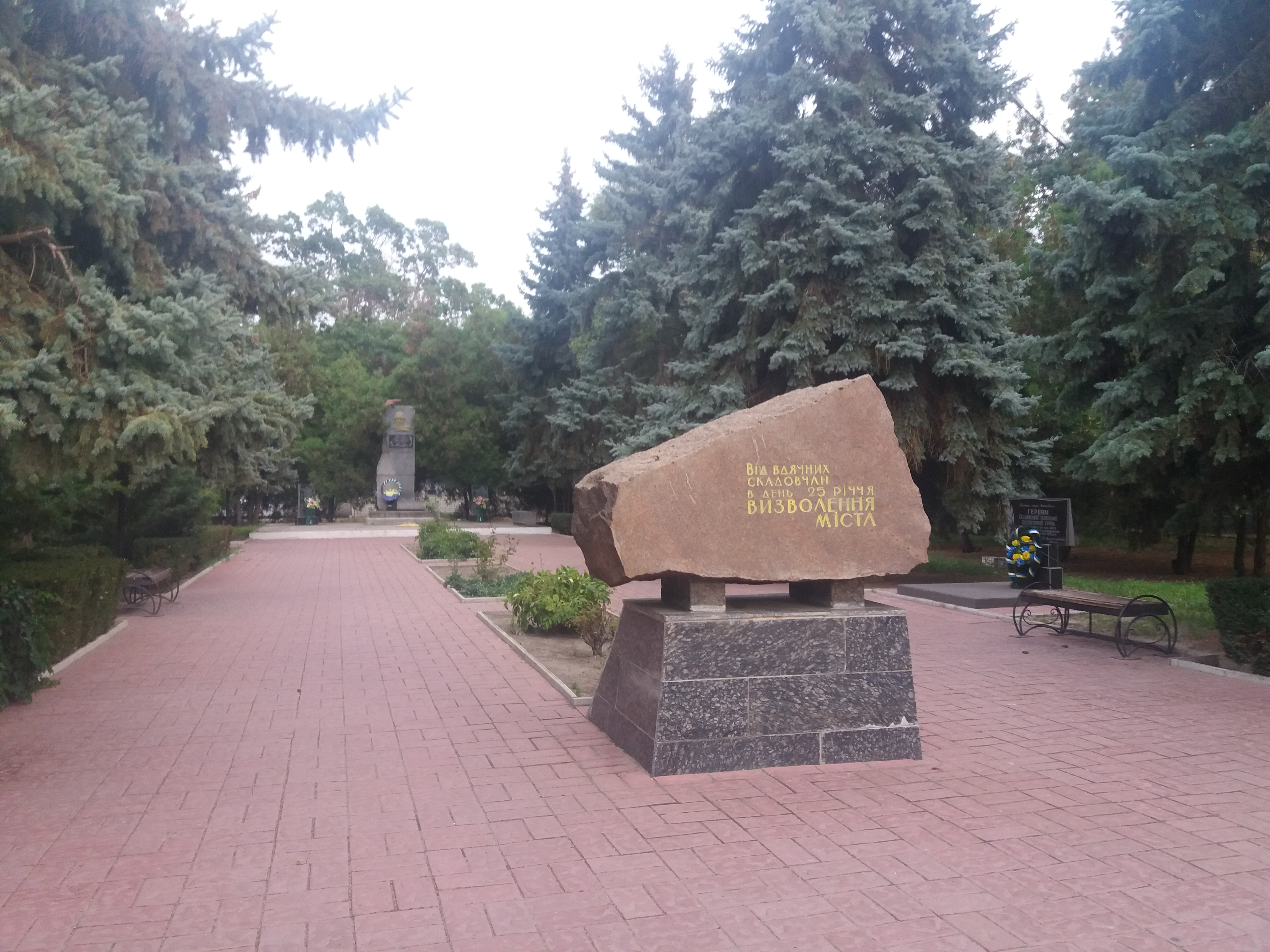
Міський парк

Наприкінці січня 1919 року у Скадовський порт увійшли грецькі та французькі кораблі висадивши десант. 2 лютого 1919 р. Дніпровський повітовий з'їзд вирішив приєднати повіт до Української Народної Республіки, що, до речі, не хвилювало ані греків, ані французів з англійцями, оскільки їхній контингент був за характером миротворчим. З усіх воюючих сторін із цим контингентом у збройні сутички намагалися вступати лише більшовицько орієнтовані військові частини.
13 лютого 1919 року херсонська газета «Родной край» повідомила, що в Скадовську розмістилися білі добровольці та донські козаки. Ймовірно подія сталася днем раніше. А 20 лютого весь Дніпровський повіт опинився у сфері впливу Кримського крайового уряду.
Наприкінці березня 1919 року в місті керував радянський ревком на чолі з Михайлом Григоровичем Андрійцем. Ревком спирався в своїй роботі на батальйон Одеського стрілецького прикордонного полку. У травні в Олешках, Голій Пристані та Скадовську господарювали війська отамана Григор'єва. 29 травня 1919 р. ІІІ селянський з'їзд Дніпровського повіту підтвердив статус міста Скадовська.
У кінці травня 1919 року місто захопили більшовики. У червні Скадовськ разом із всім Дніпровським повітом включено до Херсонської губернії. У червні 1919 року селянське повстання на чолі з вчителем із села Великі Копані, есером Ковалем охопило Скадовську, Краснянську, Чалбаську, Бехтерську та частину Великокопанівської волостей. Селяни відмовлялися віддавати хліб та виступали проти мобілізації до Червоної армії.
Вказане повстання дало змогу добровольцям білої армії під командуванням Антона Денікіна 10 липня 1919 р. знов заволодіти Скадовськом. В усіх джерелах радянських часів вказувалося, що денікінці саме захопили Скадовськ. Крім того, радянські історики стверджували, що в порти Скадовськ та Хорли зайшли англійські вантажні кораблі зі зброєю для білої гвардії. Те, як це відбувалося насправді, описав учасник тих подій Всеволод Арістов, у спогадах «На „Живом“ в гражданскую войну», що були опубліковані в журналі «Военная Быль», № 94 за листопад 1968 року.
|  | Ескадровий міноносець «Живий», що був побудований в 1903 р. на початку 1919 року озброєний двома 75–мм гарматами та двома мінними апаратами. Як згадував В. Арістов, в липні 1919 р., есмінець «Живий» під командуванням Олександра Дмитровича Кисловського, що нещодавно отримав звання капітана 2–го рангу, обігнувши мис Тарханкут, взяв курс на порти Скадовськ та Хорли. Там все було тихо, оскільки представники радянської влади звідти зникли. |

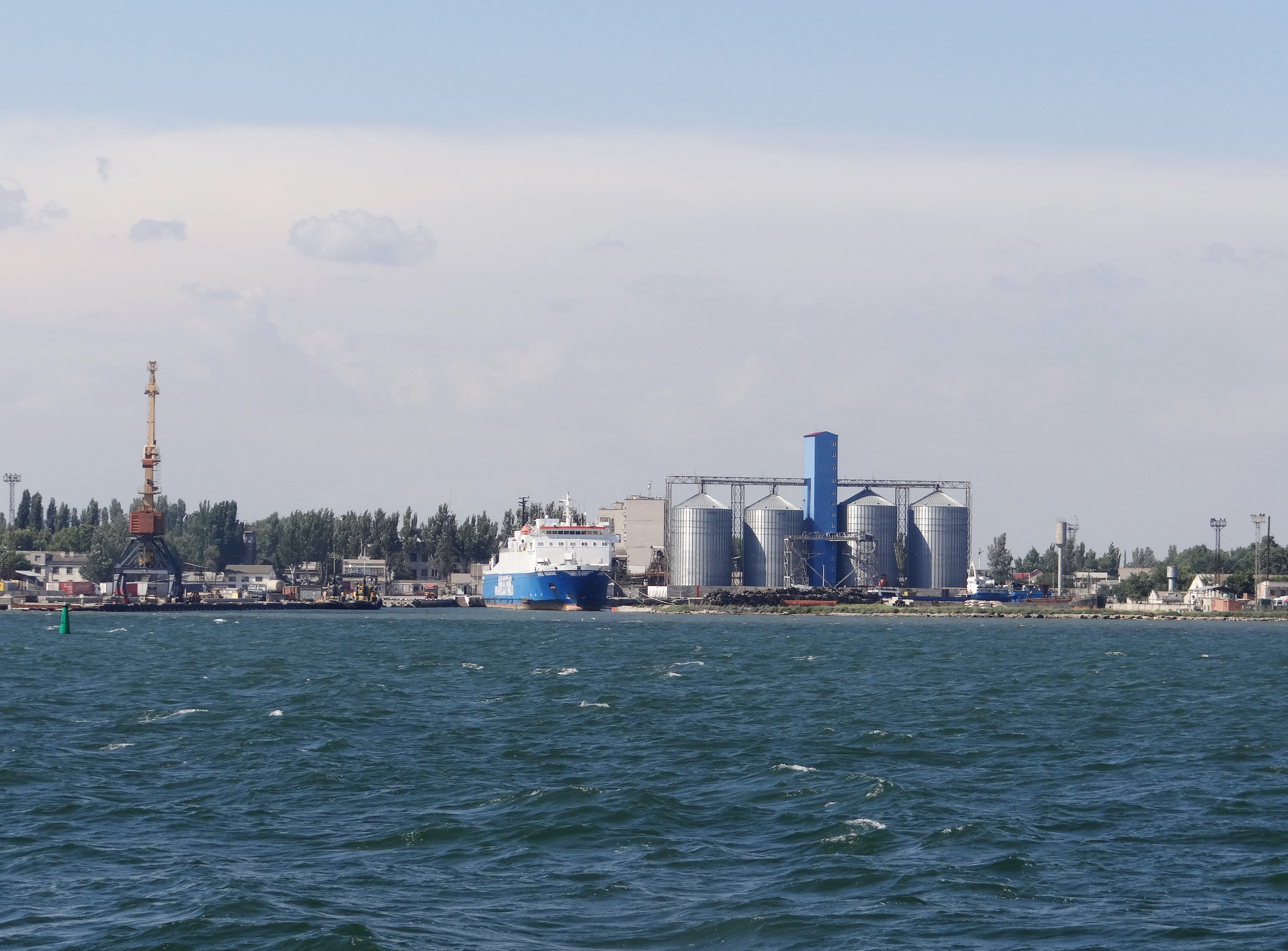
Скадовський морський порт

Цікаво, що тут В. Арістов згадує про одного скадовського фотографа, котрий продемонстрував йому знімок тіла загиблої Софії Фальц-Фейн, яка, на думку В. Арістова, була по-звірячому зарубана махновцями.
Серед тих, хто прибув тоді в Скадовськ на есмінці «Живий», згадуються: інженер-механік та лейтенант Павло Петрович Орловський, лейтенанти: Павло Іванович Охотін, Реас Анатолійович Петровський, Платон Дмитрович Осіпов, Дмитро Вавілов. У Скадовськ прибув також лейтенант та ревізор флоту Федір Юрійович Спаде, майбутній адмірал і командувач Латвійського флоту. Були ще моряки — мічмани: Дмитро Миколайович Хрущов та Всеволод Вернадський.
Проте сама команда надовго в Скадовську не залишилася. Команда есмінців «Живого» та «Жаркого» під командуванням штурмана «Живого» — лейтенанта Михайла Глібовича Субботіна здійснила десант на Тендру, проте, не знайшовши там противника, повернулися до Скадовська. Відомо, що «Живий» та «Жаркий» здійснили ще один рейс між Скадовськом та Тендрою та повернулися до Севастополя.
У Херсонському обласному архіві є документи, датовані кінцем липня 1919 року, в яких згадувалося ім'я тодішнього коменданта порту Скадовськ. Як вдалося розібрати почерк укладача документа, комендантом призначили лейтенанта Гуренка. Проте, серед особового складу Чорноморської флотилії за 1919 рік, лейтенант Гуренко не значиться. Між тим, серед команди есмінця «Живий» значився лейтенант Анатолій Костянтинович Гурський, можливо, саме він і був комендантом Скадовська.
30 липня 1919 року на зборах мешканців Скадовська утворено Громадське управління селища (тимчасове), котре утворило селищний виконавчий комітет (тимчасовий). Головою виконкому обрано Мойсея Семеновича Мангубі, секретарем — Самуїла Титовича Морозенка. Тоді ж введено перший герб міста.
Попри часту зміну влади, з 1918 р. по 1920 р., у місті діяли квартальні комітети, їх очолювали старости, всього було 56 квартальних старост. Історія донесла до нас імена лише деяких із них: Макар Василенко, Озра Майдон, Олександр Бабенко, Юхим Сук, Юхим Додулов, Іван Заворцев, Михайло Посталака, Василь Ковка, Степан Півень, Дроботько, Ємельян Федороцов, Василь Компаній, Підплетенний, Григорій Цукан, Веремій Рикенко, Чертяк.
У серпні 1919 року головноначальником Херсонської і Таврійської губернії призначено генерал-лейтенанта Миколу Миколайовича Шиллінга. А 19 жовтня за новим стилем генерал М. М. Шиллінг оголосив мобілізацію. Згідно з наказом усіх, хто не з'явиться на мобілізаційні пункти, чекав військово-польовий суд, а села, які відмовляються від мобілізації, мали бути зруйновані. Тоді був призваний фронтовик першої світової скадовчанин Андрій Кіндратович Заболоцький, котрий народився у Скадовську в 1894 р. Недовго служив Андрій Кіндратович у денікінських військах, та 1933 року отримав за це 3 роки ув'язнення. Інший скадовчанин Степан Федорович Піщаненко (1893 р. н.) прослужив у білій армії не набагато більше, проте в 1937 р. був засуджений до розстрілу.

## У Незалежній Україні
На початку грудня 2015 року в Скадовську демонтовано монумент Леніна у центрі міста.
12 червня 2020 року, відповідно до розпорядження Кабінету Міністрів України № 726-р «Про визначення адміністративних центрів та затвердження територій територіальних громад Херсонської області», утворена Скадовська міська громада шляхом об'єднання територій та населених пунктів Скадовської міської, Антонівської, Благодатненської, Красненської, Олександрівської, Приморської, Таврійської, Тарасівської, Улянівської, Шевченківської та Широківської сільських рад Скадовського району Херсонської області.
17 липня 2020 року, в результаті адміністративно-територіальної реформи, місто набуло статусу адміністративного центру новоутвореного Скадовського району Херсонської області.

### Російсько-українська війна
24 лютого 2022 року російські війська розпочали вторгнення на Херсонщину зі сторони тимчасового захопленого Криму, місто залишили усі підрозділи ЗСУ, ТРО, СБУ, поліції, того ж дня воно опинилось під російською окупацією.
В наступні дні після окупації, в ході російського наступу на Херсон, по території міської громади, постійно переміщувалися окупанти.
6 квітня 2022 року, після того як 16 березня його забрали в полон та чисельних погроз зі сторони окупантів через відмову співпраці, мер міста Олександр Яковлєв залишив Скадовськ, повідомивши про це містян на своїй сторінці Facebook.
31 липня 2022 року після 22:00 години в соціальних мережах стали з'являтися повідомлення про вибухи та пожежу на військових складах російських окупантів.
З 23 по 27 вересня 2022 року окупаційна військова адміністрація провела "референдум" щодо входження Херсонської області в склад Росії.
15 жовтня 2022 року на території окупованого Скадовська росіяни публічно стратили 56-річну місцеву мешканку — медсестру, Тетяну Мудренко. Вона активно протестувала проти російської окупації. На початку жовтня українка відшпетила українських поліцейських за співпрацю з російськими військовими та викрикнула «Скадовськ — це Україна!». Це і стало причиною її звірячої страти.
З 1 листопада 2022 року окупаційна адміністрація була перенесена з Херсона до Скадовська.
З 8 по 10 вересня 2023 року російська окупаційна влада провела перші псевдовибори в складі Росії до «Херсонської облдуми».
15 жовтня 2023 року, за словами місцевих, у Скадовську російськими військами заміновано місцевий дитячий пляж.

## Культура

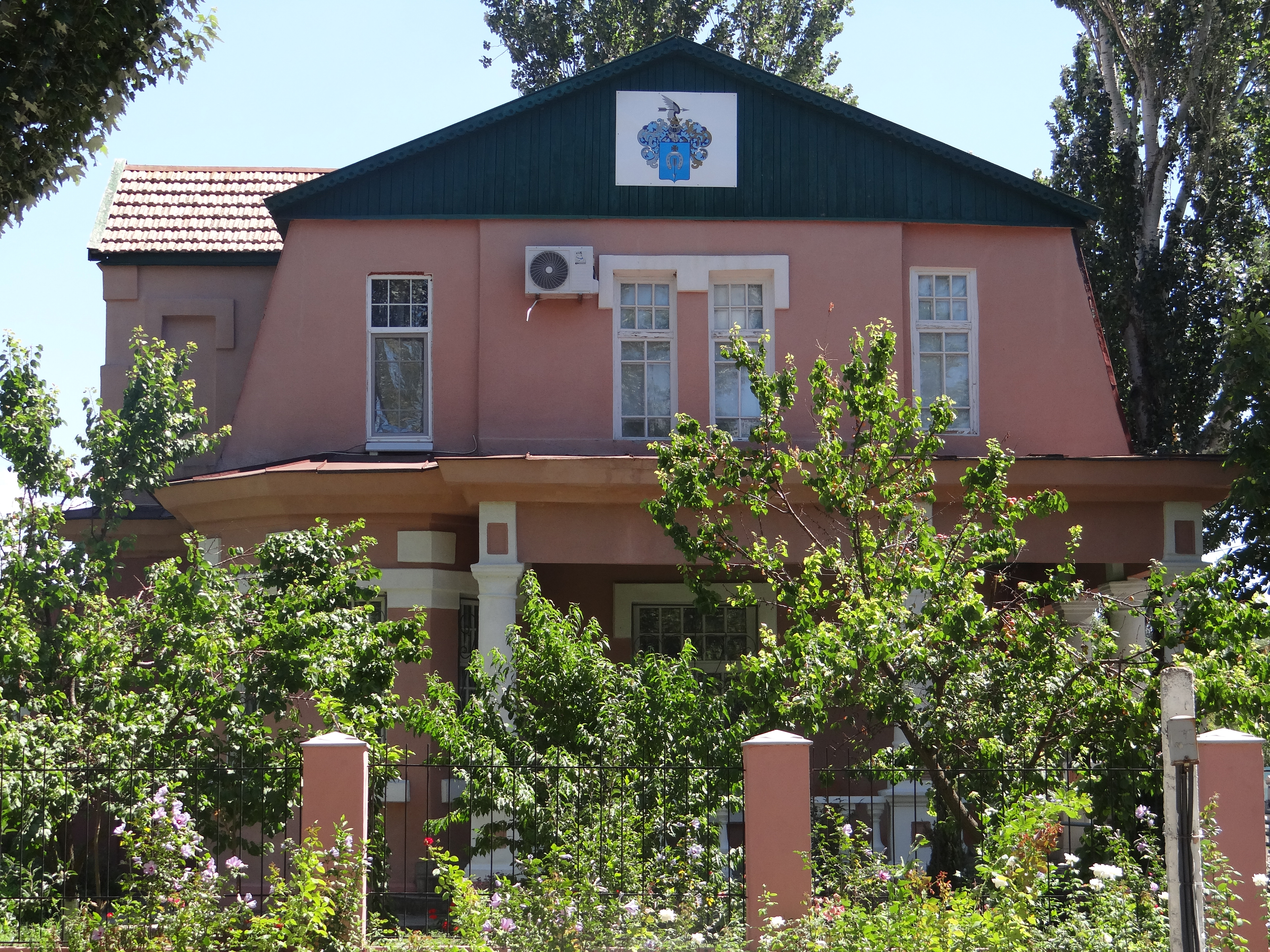
Скадовський районний краєзнавчий музей

З 1976 року діє історико-краєзнавчий музей. Він розташований у "будинку з колонами" – одній із небагатьох дореволюційних будівель, які збереглися у Скадовську. Під час пандемії у 2020-му році працівники музею розробили серію відеоекскурсій. Також у місті працює Скадовський дельфінарій «Акварель».

## ЗМІ
Скадовськ.City – незалежне медіа громади, засноване громадською організацією Агенція розвитку локальних медіа "Або". З початком російсько-української війни продовжує щоденне оновлення сайту. Лишається одним з небагатьох українських медіа у тимчасово окупованій громаді.

## Населення
Чисельність населення міста становить 19,7 тисячі жителів, зокрема:
- українці — 72,4 %
- [[росіяни]] — 22,9 %
- білоруси — 1,6 %
- молдовани — 0,8 %
- інші — 2,3 %.

За даними перепису 2001 року населення міста становило 19404 особи, з них 73,29 % зазначили рідною мову українську, 25,38 % — російську, а 1,33 % — іншу.
Також у місті зареєстрована організація грецької меншини. 

### Національний склад
Розподіл населення за національністю за даними перепису 2001 року:
| Національність  | Відсоток |
| --------------- | -------- |
| українці        | 77.99%   |
| росіяни         | 17.75%   |
| білоруси        | 1.13%    |
| молдовани       | 0.66%    |
| вірмени         | 0.57%    |
| татари          | 0.19%    |
| болгари         | 0.19%    |
| поляки          | 0.11%    |
| інші/не вказали | 1.41%    |

### Мовний склад
Рідна мова населення за даними перепису 2001 року:
| Мова            | Чисельність, осіб | Доля   |
| --------------- | ----------------- | ------ |
| Українська      | 14 221            | 73,29% |
| Російська       | 4 925             | 25,38% |
| Вірменська      | 75                | 0,39%  |
| Румунська       | 55                | 0,28%  |
| Білоруська      | 53                | 0,27%  |
| Болгарська      | 8                 | 0,04%  |
| Ромська         | 4                 | 0,02%  |
| Інші/Не вказали | 63                | 0,33%  |
| Разом           | 19 404            | 100%   |

| 1959  | 1970   | 1979   | 1989   | 2001   | 2016   | 2018   | 2019   | 2020   | 2022   |
| ----- | ------ | ------ | ------ | ------ | ------ | ------ | ------ | ------ | ------ |
| 8 807 | 14 208 | 16 946 | 21 147 | 19 641 | 18 637 | 18 215 | 17 915 | 17 640 | 16 969 |

## Особистості
- Павлюк Ілларіон Станіславович — письменник, продюсер, начальник Управління преси та інформації МОУ, офіцер Збройних Сил України, учасник російсько-української війни, журналіст, документаліст, автор бестселерів.
- Дорошенко Світлана Тимофіївна  — літературний критик, публіцист.
- Ворона Олександр Васильович — заслужений художник УРСР.
- Знахаренко Василь Гаврилович — скадовський підприємець, вів діяльність, спрямовану на відродження і розвиток рекреаційної зони на острові Джарилгач. Нагороджений званням «Почесний громадянин Скадовського району» (посмертно). Засновник бази відпочинку на косі Глибокій, о. Джарилгач.
- Височенко Микола Петрович — заслужений агроном УРСР, Герой Соціалістичної Праці.
- Серьогін Віталій Олександрович (* 1970) — український правознавець.
- Карташевський Всеволод Якович — медик, почесний громадянин Скадовська.
- Козенко Ганна Вікторівна — українська важкоатлетка, майстер спорту з важкої атлетики; чемпіонка Європи серед юніорів.
- Чумак Дмитро Віталійович — важкоатлет, учасник Олімпійських Ігор 2016 у Ріо де Жанейро, чемпіон України та Європи.
- Куц Євген Олександрович — капітан Збройних сил України, учасник російсько-української війни.
- Михайлов Геннадій Валерійович (1975—2015) — солдат Збройних сил України, учасник російсько-української війни.
- Подлявський Микола Іванович (1939 — 2015) — почесний громадянин Скадовського району. З 1967 р. по 2008 р. на посаді головного державного санітарного лікаря Скадовського району, зробив значний внесок у розвиток районної санепідслужби. Нагороджений орденом Трудового Червоного Прапора, орденом «За заслуги» ІІІ ступеня, медаллю «За трудову доблесть», почесною грамотою Міністерства охорони здоров'я України.
- Бєліков Віталій Миколайович (1991—2014) — старший лейтенант Збройних сил України, учасник російсько-української війни.
- Гуманенко Володимир Полікарпович (1911—1982) — радянський воєначальник, капітан 1 рангу.
- Дунаєв Сергій Іларіонович (1903—1971) — радянський офіцер, у роки німецько-радянської війни командир гвардійських стрілецьких бригади і дивізії, Герой Радянського Союзу.
- Прокопенко Сергій Григорович (1895 — 1938) — козак Армії УНР.
- Лемчик Антон Іванович (1873—1937) — стрілець УГА.
- Гук Йосип Павлович — стрілець УГА.

## Релігія
- Українська греко-католицька церква[19] — Храм Святого Юрія
- Покрови Пресвятої Богородиці[20]
- Православна Церква України — Храм святого апостола Андрія Первозваного
- Православна Церква України — Храм ікони Пресвятої Богородиці ВСЕЦАРИЦЯ
- УПЦ (МП) — Храм св. прп. Сергія Радонежського
- УПЦ (МП) — Храм св. пророка Іллі

## Галерея

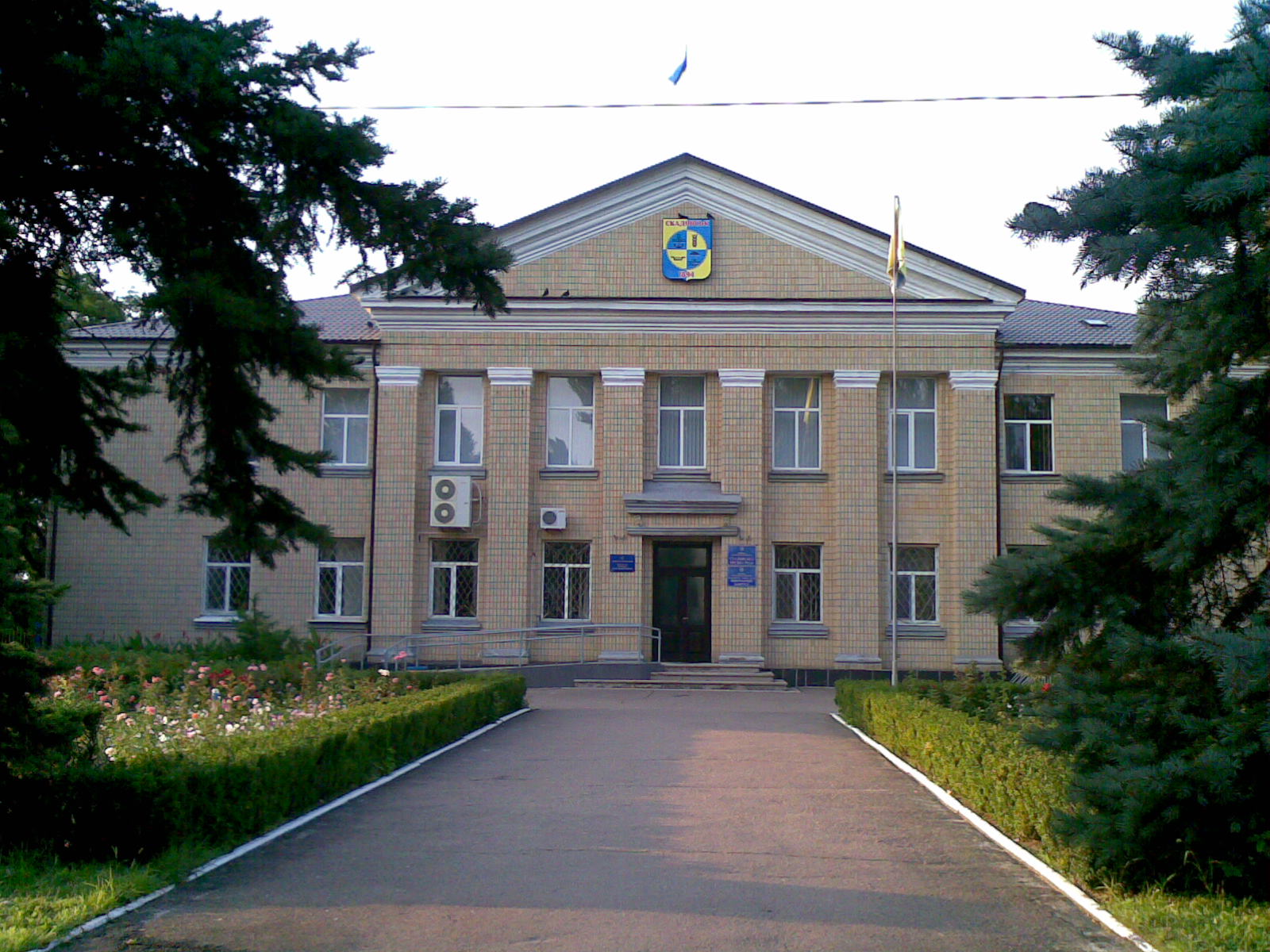
Скадовська мерія
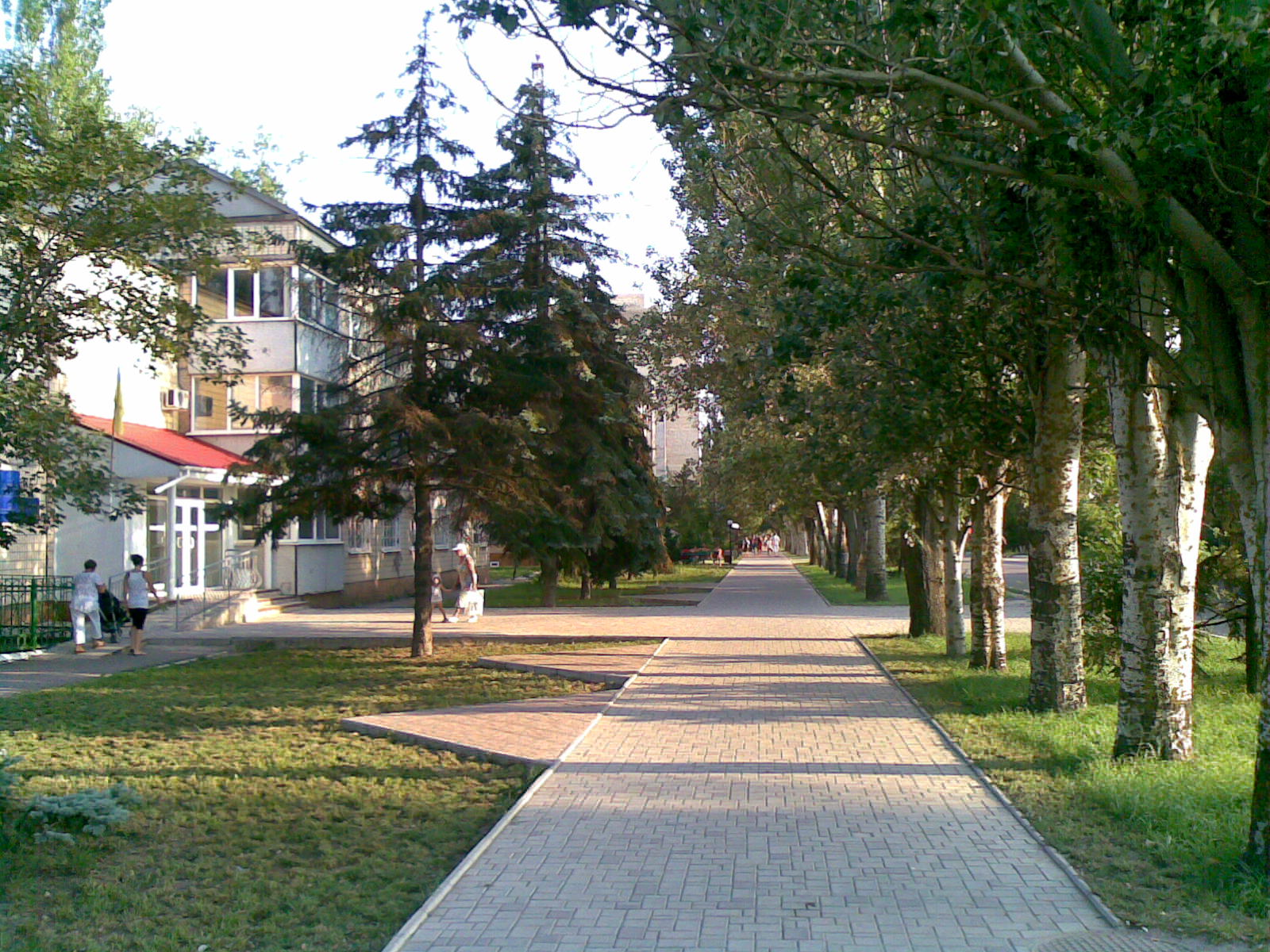
Зелена алея у центрі міста
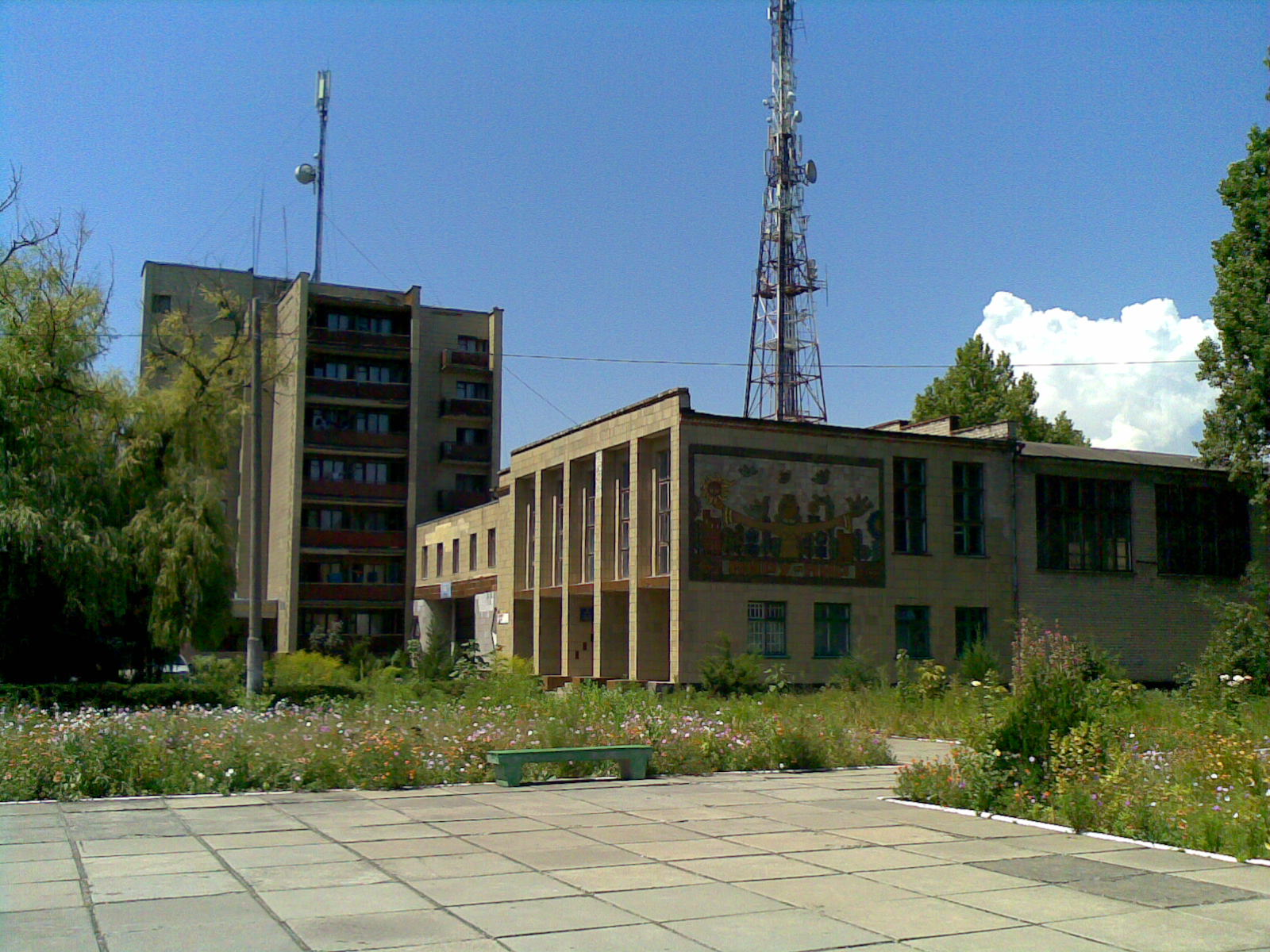
Комунікаційна щогла
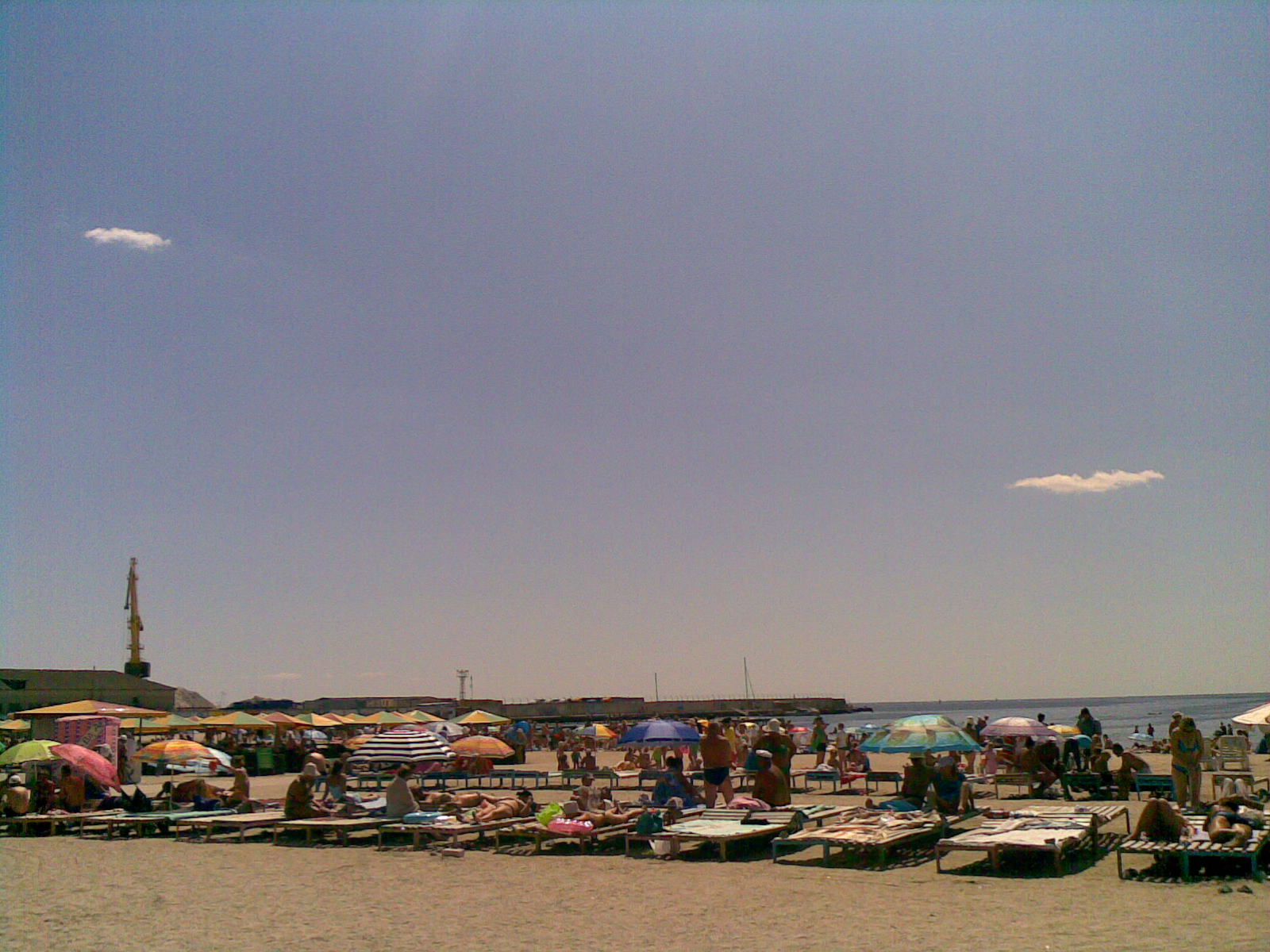
Пляж
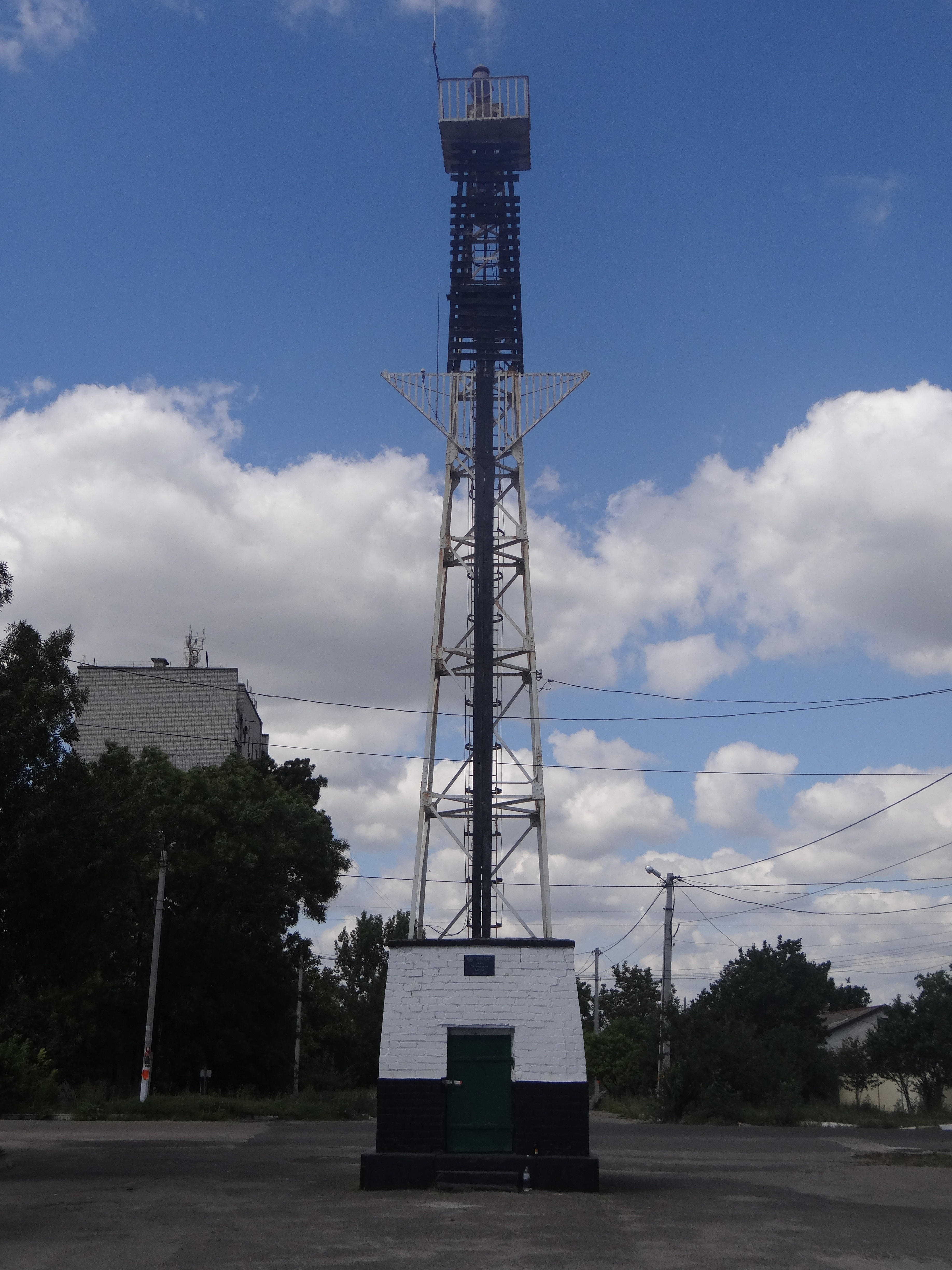
Знак Скадовськ Задній 1903 р.
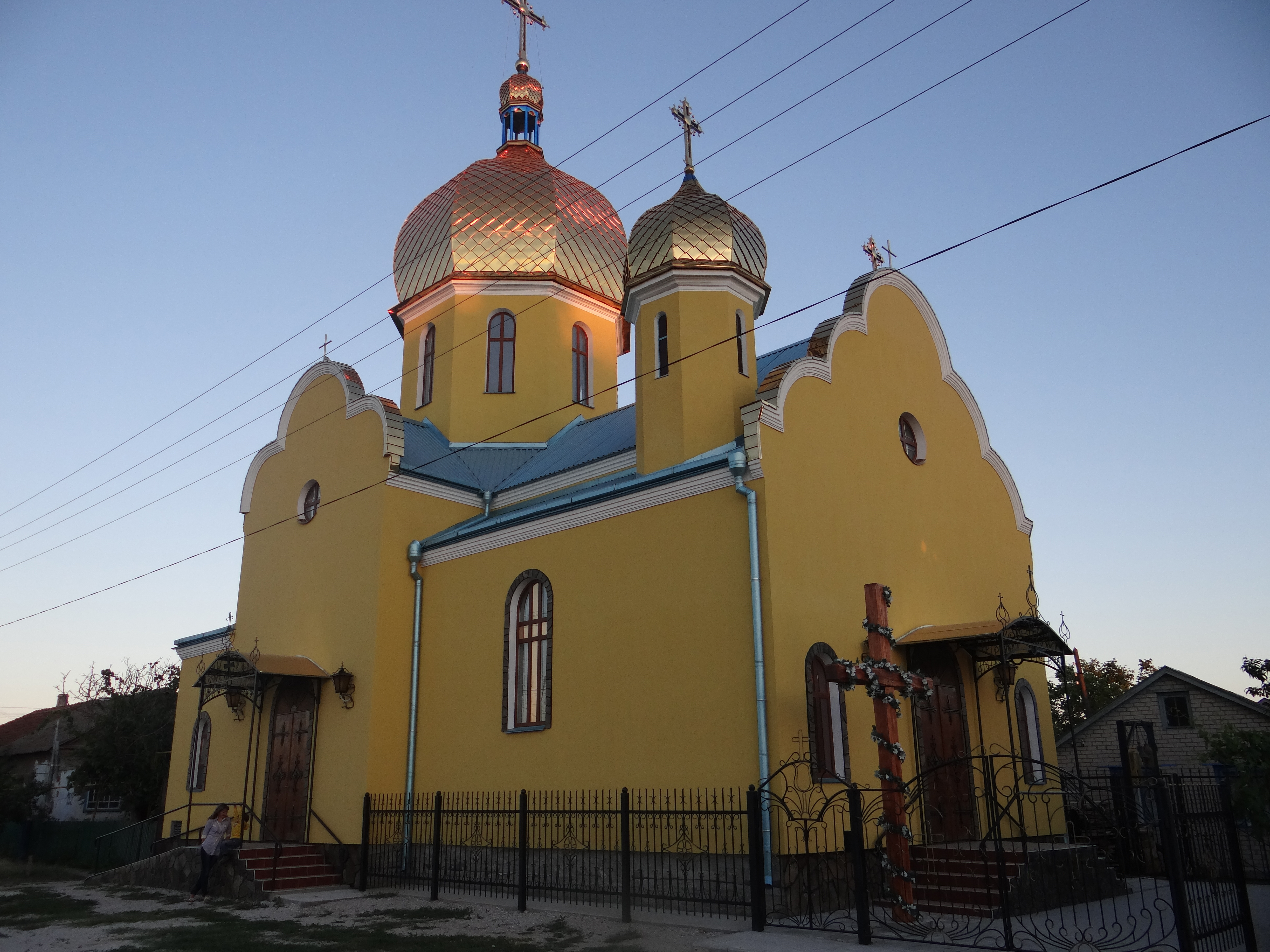
Храм Святого Юрія
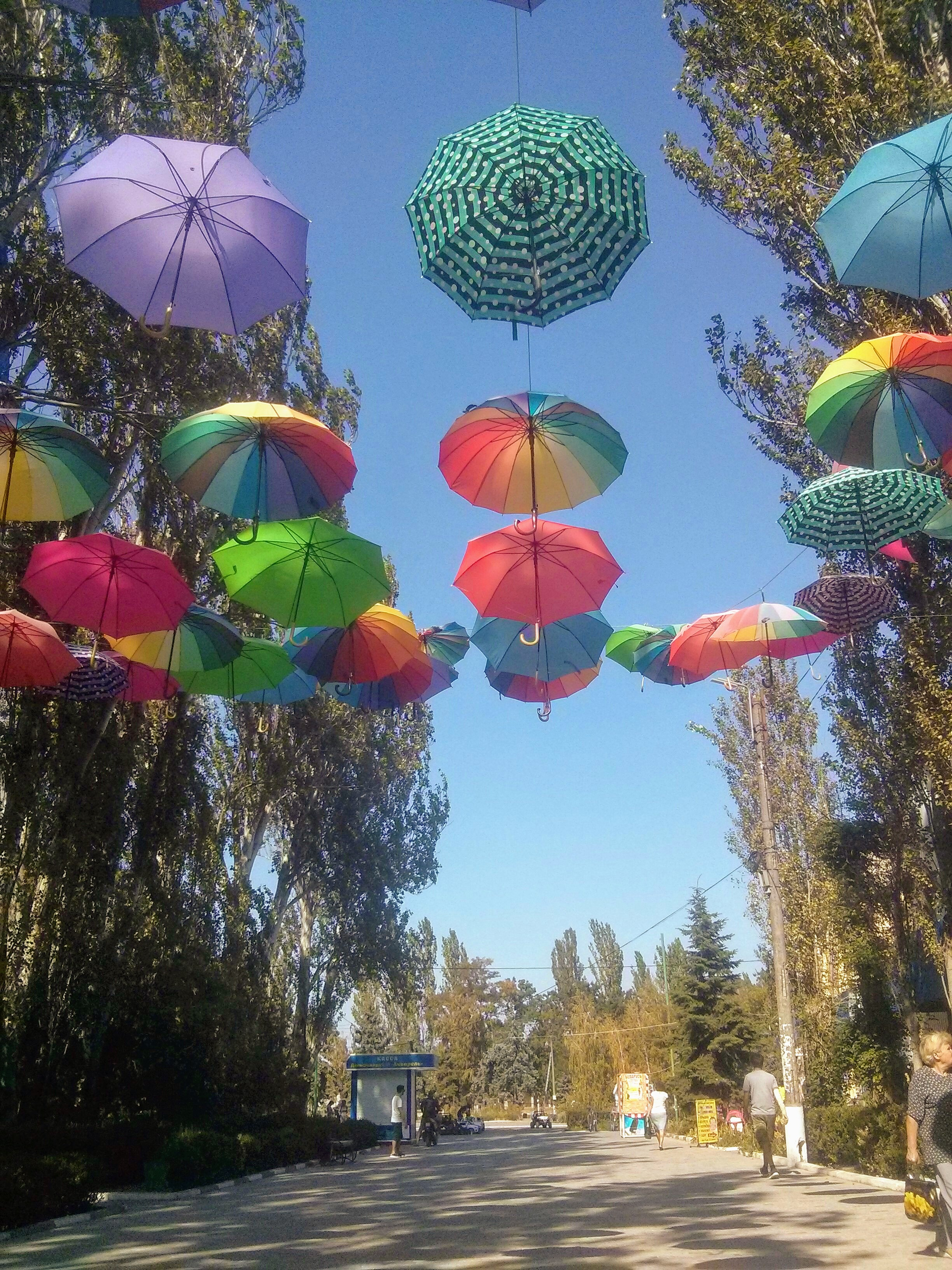
Парасолькова алея
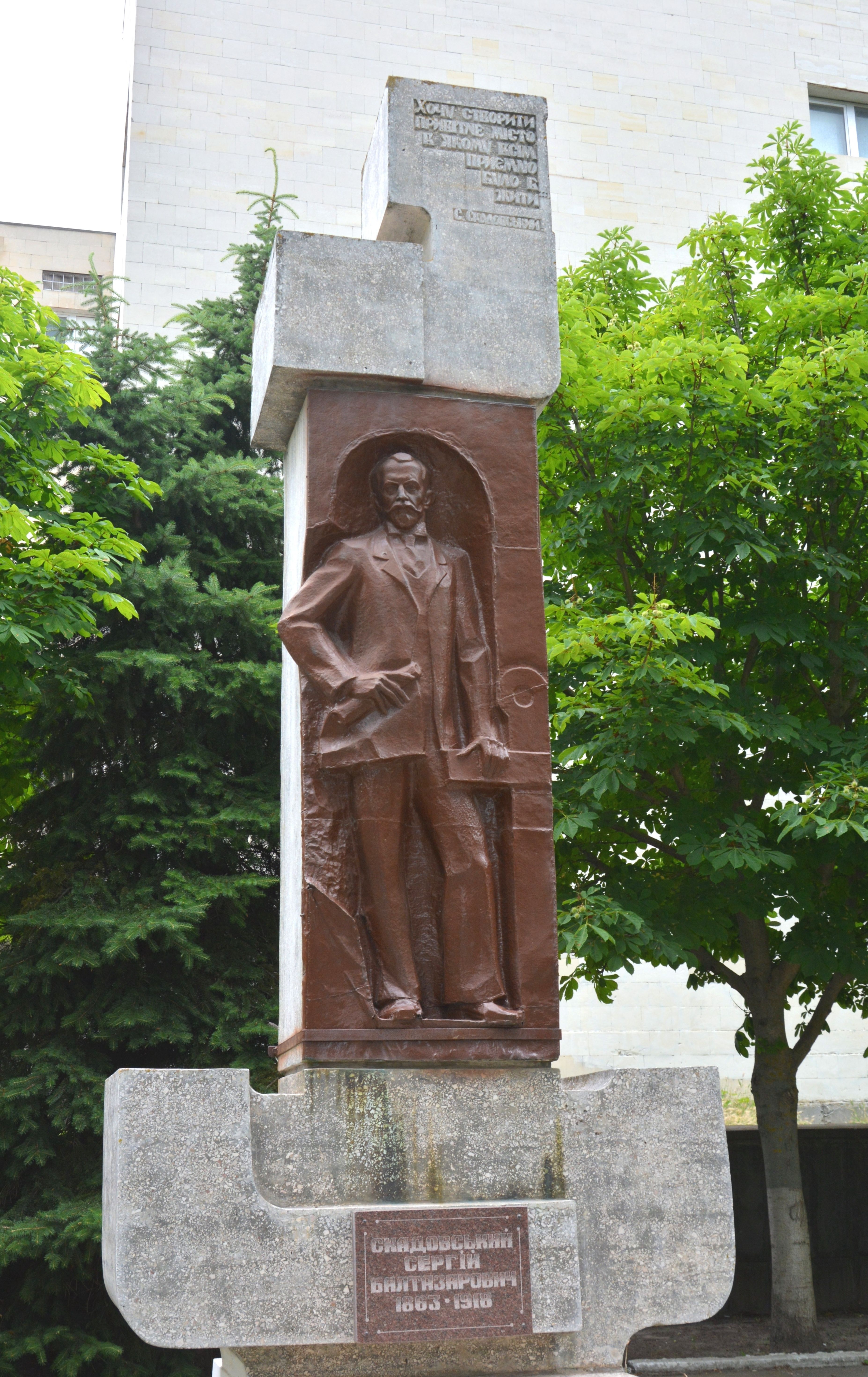
Пам'ятник Скадовському